# Blue Duck (rivière)
La rivière Blue Duck  (anglais : Blue Duck River) est un cours d’eau de l’Île du Sud de la Nouvelle-Zélande dans la région d'Otago et un affluent de la rivière Dart,

## Géographie
La rivière Blue Duck prend naissance au sud du glacier "Blue Duck", se déversant dans cette rivière à l’est de «Cattle Flat».